# Alain Krivine
Alain Krivine (n. 10 iulie 1941, Paris – d. 12 martie 2022, Paris) a fost un om politic francez, membru al Parlamentului European în perioada 1999-2004 din partea Franței.